# Expo
Il termine expo può riferirsi generalmente sia a una fiera che a un'esposizione non commerciale; in entrambi i casi l'evento è caratterizzato dalla sua organizzazione attorno ad un tema specifico.
Vengono chiamate expo le esposizioni dedicate alla mostra di prodotti e tecnologie, ma anche eventi riguardanti temi generali quali l'alimentazione la filosofia e le scienze, eventi che quindi si configurano spiccatamente come meeting costituiti da più giorni di conferenze ed interventi.

## Bureau international des Expositions
Il termine "expo" è anche stato adottato in tempi moderni dalle esposizioni coordinate e riconosciute o registrate dal Bureau international des Expositions (BIE) con sede a Parigi, in Francia, che vengono ospitate da un unico Paese organizzatore e che vedono la partecipazione di più nazioni e/o organizzazioni internazionali.
(BIE, Protocollo 1988)
Con il nome generico di Expo ci si può riferire sia a un'esposizione universale che a una specializzata. Sebbene la classificazione ufficiale non abbia sempre seguito questo dualismo, è possibile riconoscere, lungo tutta la storia delle esposizioni, la volontà di designare due tipi di eventi: uno di più grande respiro, caratterizzato da un'area espositiva molto ampia e che trattasse temi di carattere generale, e uno minore, organizzato in un'area più piccola e definito da un tema di carattere specifico.